# 森 (横浜市)
森（もり）は、神奈川県横浜市磯子区中部の町名。現行行政地名は森一丁目から森六丁目。住居表示実施済み区域。
本稿では、1927年（昭和2年）4月1日より1977年（昭和52年）まで存在した森町（もりちょう）及び、そこから分離新設した森が丘（もりがおか）一・二丁目についても述べる。

## 概要

### 森一丁目
JR根岸線 磯子駅の南側の地域。ピーコックストア・ヨークマート・スズキヤの3軒のスーパーマーケットとマンションが立ち並び、区内でも人口密度の高い地区となっている。根岸線の線路沿いに森東小学校がある。

### 森二丁目
国道16号の西側・環状2号線の北側の地域。北西側は急傾斜地で、磯子台・汐見台に接する。中央を東西に大岡川分水路が流れ、上部に環2屏風ヶ浦バイパスの高架橋が通る。毎年夏には森浅間神社例祭が行われ、森中学校運動部の生徒達が神輿を担いでいる

### 森三丁目
JR根岸線と京急本線に挟まれた地域で、磯子産業道路沿いに横浜市営バス磯子営業所や磯子郵便局がある。国道16号より内陸側は住宅密集地で、白旗商店街のほか、南側に屏風浦小学校、北側の屏風浦駅周辺に京急ストアなどの商店がある。また、国道16号側には森町プールがある。

### 森四-六丁目
京急本線西側の丘陵の住宅地であり、東側は港南区に接する。四丁目と五丁目の境に環状2号線が通り、五丁目には神奈川県立磯子工業高等学校と森中学校がある。四丁目にはかつて「のびの里フィールドアスレチック」があったが、環状2号線屏風ヶ浦バイパス用地確保のため閉鎖された。

### 森が丘一・二丁目
上大岡駅にほど近い住宅街で、京急本線の東側が一丁目、西側が二丁目である。戸建て住宅が中心であり、住民の高齢化が進行している地区でもある。

### 面積
面積は以下の通りである。
| 丁目         | 面積（km²） |
| ------------ | ----------- |
| 森一丁目     | 0.145       |
| 森二丁目     | 0.216       |
| 森三丁目     | 0.177       |
| 森四丁目     | 0.163       |
| 森五丁目     | 0.268       |
| 森六丁目     | 0.239       |
| 森 計        | 1.208       |
|              |             |
| 森が丘一丁目 | 0.121       |
| 森が丘二丁目 | 0.153       |
| 森が丘 計    | 0.274       |

### 地価
住宅地の地価は、2025年（令和7年）1月1日の公示地価によれば、森5-20-35の地点で18万7000円/m²、森3-14-26の地点で20万8000円/m²、森が丘2-3-6の地点で24万5000円/m²となっている。

## 歴史

### 沿革
- 1868年（慶応4年）6月17日 廃藩置県により神奈川府を設置。神奈川府久良岐郡森村となる。
- 1868年（明治元年）9月1日 神奈川府が神奈川県となり、神奈川久良岐郡森村となる。
- 1889年（明治22年）4月1日 森中原村、杉田村、磯子村、岡村、滝頭村と合併し、久良岐郡屏風浦村大字森となる。
- 1925年（大正14年）
  - 4月20日 横浜市電八幡橋 - 磯子間開通。
  - 11月5日 横浜市電磯子 - 聖天橋間開通。
- 1927年（昭和2年）
  - 4月1日 屏風浦村が横浜市に編入[9]。横浜市森町となる。
  - 10月1日 区制施行で磯子区誕生。横浜市磯子区森町となる。同時に鶴見区・神奈川区・中区・保土ケ谷区が発足し、市内5区となる[9]。
- 1930年（昭和5年）4月1日 湘南電気鉄道（現・京浜急行電鉄）の黄金町 - 浦賀間開通、屏風ヶ浦駅開業[9]（昭和20年代に屏風浦駅に改称）。
- 1956年（昭和31年）4月1日 横浜市立杉田小学校から分離独立し、森町（現：森三丁目）に横浜市立屏風浦小学校開校[10]。
- 1963年（昭和38年）
  - 2月1日 新森町を埋立編入。
  - 6月26日 森町の一部と磯子・南区上大岡町の一部より、汐見台を新設。
  - 10月1日 森町（現：森五丁目）の神奈川県立磯子工業高等学校本校舎使用開始。
- 1964年（昭和39年）5月19日 国鉄根岸線 桜木町-磯子間開通[11]。
- 1965年（昭和40年） 1月1日 - 住居表示の実施（磯子区磯子・滝頭地区）[12]に伴い、森町の一部を磯子三丁目に編入する[13]。
- 1969年（昭和44年） 港南区上大岡町、笹下町の一部を編入する[14]。
- 1971年（昭和46年）7月5日 住居表示の実施（磯子区森・中原地区）[15]に伴い、森町の大部分が森一丁目～森六丁目、森が丘一丁目・森が丘二丁目となり。また、一部を汐見台、中原一丁目～中原三丁目、港南区笹下町に編入する[16]。
- 1976年（昭和51年）11月1日 森一丁目に横浜市立森東小学校開校[17]。
- 1977年（昭和52年）
  - 3月14日 磯子郵便局が磯子二丁目から同区森三丁目に移転。
  - 8月1日 住居表示の実施（磯子区森・中原地区町区域一部変更）[18]に伴い森町の残部と港南区笹下町の一部を森六丁目に編入し、森町消滅。森が丘二丁目24番街区を港南区笹下二丁目に編入[19]。
  - 森一丁目に磯子駅前中央歩道橋が竣工[20]。
- 1978年（昭和53年）2月22日 一丁目のマンションでガス爆発事故が発生。2人が重傷、53世帯のガラスが破損[21]。
- 1984年（昭和59年）4月1日 森五丁目に横浜市立森中学校開校[22]。
- 1986年（昭和61年）3月 環状2号線森-港南区笹下間開通。
- 2005年（平成17年）3月28日 環状2号線森支線（屏風ヶ浦バイパス）開通。

### 町名の変遷
| 実施後       | 実施年月日   | 実施前（各町名とも全域） |
| ------------ | ------------ | ------------------------ |
| 森一丁目     | 1971年7月5日 | 森町                     |
| 森二丁目     | 1971年7月5日 | 森町                     |
| 森三丁目     | 1971年7月5日 | 森町                     |
| 森四丁目     | 1971年7月5日 | 森町                     |
| 森五丁目     | 1971年7月5日 | 森町                     |
| 森六丁目     | 1971年7月5日 | 森町                     |
| 森が丘一丁目 | 1971年7月5日 | 森町                     |
| 森が丘二丁目 | 1971年7月5日 | 森町                     |

## 森

### 世帯数と人口
2025年（令和7年）6月30日現在（横浜市発表）の世帯数と人口は以下の通りである。
| 丁目     | 世帯数    | 人口     |
| -------- | --------- | -------- |
| 森一丁目 | 2,983世帯 | 5,298人  |
| 森二丁目 | 1,212世帯 | 2,077人  |
| 森三丁目 | 1,560世帯 | 2,706人  |
| 森四丁目 | 1,039世帯 | 2,298人  |
| 森五丁目 | 1,021世帯 | 1,854人  |
| 森六丁目 | 1,644世帯 | 3,608人  |
| 計       | 9,459世帯 | 17,841人 |

#### 人口の変遷
国勢調査による人口の推移。
| 年                 | 人口   |
| ------------------ | ------ |
| 1995年（平成7年）  | 15,943 |
| 2000年（平成12年） | 16,552 |
| 2005年（平成17年） | 16,909 |
| 2010年（平成22年） | 17,255 |
| 2015年（平成27年） | 16,983 |
| 2020年（令和2年）  | 17,875 |

#### 世帯数の変遷
国勢調査による世帯数の推移。
| 年                 | 世帯数 |
| ------------------ | ------ |
| 1995年（平成7年）  | 6,558  |
| 2000年（平成12年） | 7,106  |
| 2005年（平成17年） | 7,343  |
| 2010年（平成22年） | 7,757  |
| 2015年（平成27年） | 7,946  |
| 2020年（令和2年）  | 8,869  |

### 事業所
2021年（令和3年）現在の経済センサス調査による事業所数と従業員数は以下の通りである。
| 丁目     | 事業所数  | 従業員数 |
| -------- | --------- | -------- |
| 森一丁目 | 148事業所 | 1,789人  |
| 森二丁目 | 64事業所  | 464人    |
| 森三丁目 | 127事業所 | 1,326人  |
| 森四丁目 | 24事業所  | 152人    |
| 森五丁目 | 40事業所  | 512人    |
| 森六丁目 | 27事業所  | 133人    |
| 計       | 430事業所 | 4,376人  |

#### 事業者数の変遷
経済センサスによる事業所数の推移。
| 年                 | 事業者数 |
| ------------------ | -------- |
| 2016年（平成28年） | 441      |
| 2021年（令和3年）  | 430      |

#### 従業員数の変遷
経済センサスによる従業員数の推移。
| 年                 | 従業員数 |
| ------------------ | -------- |
| 2016年（平成28年） | 4,092    |
| 2021年（令和3年）  | 4,376    |

## 森が丘

### 世帯数と人口
2025年（令和7年）6月30日現在（横浜市発表）の世帯数と人口は以下の通りである。
| 丁目         | 世帯数    | 人口    |
| ------------ | --------- | ------- |
| 森が丘一丁目 | 719世帯   | 1,542人 |
| 森が丘二丁目 | 872世帯   | 1,802人 |
| 計           | 1,591世帯 | 3,344人 |

#### 人口の変遷
国勢調査による人口の推移。
| 年                 | 人口  |
| ------------------ | ----- |
| 1995年（平成7年）  | 3,327 |
| 2000年（平成12年） | 3,338 |
| 2005年（平成17年） | 3,232 |
| 2010年（平成22年） | 3,275 |
| 2015年（平成27年） | 3,214 |
| 2020年（令和2年）  | 3,289 |

#### 世帯数の変遷
国勢調査による世帯数の推移。
| 年                 | 世帯数 |
| ------------------ | ------ |
| 1995年（平成7年）  | 1,305  |
| 2000年（平成12年） | 1,350  |
| 2005年（平成17年） | 1,329  |
| 2010年（平成22年） | 1,393  |
| 2015年（平成27年） | 1,385  |
| 2020年（令和2年）  | 1,487  |

### 事業所
2021年（令和3年）現在の経済センサス調査による事業所数と従業員数は以下の通りである。
| 丁目         | 事業所数 | 従業員数 |
| ------------ | -------- | -------- |
| 森が丘一丁目 | 15事業所 | 86人     |
| 森が丘二丁目 | 17事業所 | 56人     |
| 計           | 32事業所 | 142人    |

#### 事業者数の変遷
経済センサスによる事業所数の推移。
| 年                 | 事業者数 |
| ------------------ | -------- |
| 2016年（平成28年） | 31       |
| 2021年（令和3年）  | 32       |

#### 従業員数の変遷
経済センサスによる従業員数の推移。
| 年                 | 従業員数 |
| ------------------ | -------- |
| 2016年（平成28年） | 110      |
| 2021年（令和3年）  | 142      |

## 学区
市立小・中学校に通う場合、学区は以下の通りとなる（2024年11月時点）。
| 丁目         | 番地                       | 小学校               | 中学校             |
| ------------ | -------------------------- | -------------------- | ------------------ |
| 森一丁目     | 3番 16番                   | 横浜市立屏風浦小学校 | 横浜市立森中学校   |
| 森一丁目     | 1〜2番 4〜15番             | 横浜市立森東小学校   | 横浜市立森中学校   |
| 森二丁目     | 1〜11番 16番               | 横浜市立森東小学校   | 横浜市立森中学校   |
| 森二丁目     | 12〜15番 17〜26番          | 横浜市立屏風浦小学校 | 横浜市立森中学校   |
| 森三丁目     | 全域                       | 横浜市立屏風浦小学校 | 横浜市立森中学校   |
| 森四丁目     | 全域                       | 横浜市立屏風浦小学校 | 横浜市立森中学校   |
| 森五丁目     | 全域                       | 横浜市立屏風浦小学校 | 横浜市立森中学校   |
| 森六丁目     | 1番〜38番3号 38番5号〜41番 | 横浜市立屏風浦小学校 | 横浜市立森中学校   |
| 森六丁目     | 38番4号                    | 横浜市立日下小学校   | 横浜市立笹下中学校 |
| 森が丘一丁目 | 全域                       | 横浜市立汐見台小学校 | 横浜市立森中学校   |
| 森が丘二丁目 | 全域                       | 横浜市立汐見台小学校 | 横浜市立森中学校   |

## 交通
森一丁目にJR根岸線 磯子駅、森三丁目に京急本線 屏風浦駅がある。
南北に並行する国道16号・磯子産業道路には横浜駅・桜木町駅・関内地区や杉田・追浜方面を結ぶ横浜市営バス・京浜急行バスの本数が多く、横浜駅方面へは磯子車庫前からの始発便も利用できる。森五・六丁目は、磯子駅・屏風浦駅と洋光台駅とを結ぶ江ノ電バスが利用できる。森が丘一・二丁目は京急・市営地下鉄の上大岡駅に近く、バスの便も上大岡駅を発着する京浜急行バスが中心となる。

## 森（横浜市）に縁のある著名人
- 森三中（お笑いトリオ）：トリオ名の由来の一部は、横浜市立森中学校である。

## その他

### 日本郵便
集配担当する郵便局と郵便番号は以下の通りである。
| 町丁   | 郵便番号 | 郵便局     |
| ------ | -------- | ---------- |
| 森     | 235-0023 | 磯子郵便局 |
| 森が丘 | 235-0024 | 磯子郵便局 |

### 警察
町内の警察の管轄区域は以下の通りである。
| 丁目         | 番・番地等 | 警察署     | 交番・駐在所 |
| ------------ | ---------- | ---------- | ------------ |
| 森一丁目     | 全域       | 磯子警察署 | 磯子駅前     |
| 森二丁目     | 全域       | 磯子警察署 | 森交番       |
| 森三丁目     | 1〜3番     | 磯子警察署 | 磯子駅前     |
| 森三丁目     | その他     | 磯子警察署 | 森交番       |
| 森四丁目     | 全域       | 磯子警察署 | 森交番       |
| 森五丁目     | 全域       | 磯子警察署 | 森交番       |
| 森六丁目     | 全域       | 磯子警察署 | 森交番       |
| 森が丘一丁目 | 全域       | 磯子警察署 | 汐見台交番   |
| 森が丘二丁目 | 全域       | 磯子警察署 | 汐見台交番   |

### 記念碑
- 秩父宮勢津子妃の歌碑 - 1970年（昭和45年）5月、屛風ヶ浦漁業協同組合[34]により磯子駅前に建立[11]（JR東日本の敷地内）。

## 参考資料
- 「角川日本地名大辞典」編纂委員会 編『角川日本地名大辞典 14 神奈川県』角川書店、1986年6月。ISBN 4-04-001140-6。
- 磯子区制80周年記念誌 2007年9月磯子区役所総務部地域振興課発行
- 県別マップル 神奈川県広域・詳細道路地図 2006年4刷
- “横浜市町区域要覧” (PDF).   横浜市市民局 (2016年6月). 2022年9月6日閲覧。